# Никулин, Александр Афанасьевич
Александр Афанасьевич Никулин (1 апреля 1954, с. Урыль, Катон-Карагайский район, Восточно-Казахстанская область) — советский и казахстанский футболист, нападающий; спортивный организатор, футбольный арбитр.

## Карьера
Значительную часть игровой карьеры провёл в соревнованиях КФК в Казахской ССР. В соревнованиях мастеров дебютировал в 24-летнем возрасте во второй лиге СССР в составе томского «Торпедо» (позднее — «Манометр», «Томь»), в дебютном сезоне стал лучшим бомбардиром клуба с 17 голами. Впоследствии дважды уходил и дважды возвращался в томский клуб, всего провёл за него 133 матча и забил 40 голов в первенствах страны. В 1983—1984 годах выступал во второй лиге за «Жетысу» (Талды-Курган), который лишь незадолго до того получил статус команды мастеров. В 1997 году 43-х летний игрок возвращался на поле после долгого перерыва в карьере и стал лучшим бомбардиром «Кайнара» (тогдашнее название «Жетысу») с 6 голами в коротком сезоне в первой лиге Казахстана.
В 1991 году работал боковым арбитром на матчах второй лиги СССР. В 1992—1996 и 2001 годах был главным арбитром матчей высшей лиги Казахстана, всего отсудил не менее 32 матчей. В 1996 году судил полуфинальный матч Кубка Казахстана. После окончания судейской карьеры — инспектор матчей высшего дивизиона, в 2009 и 2010 годах признавался лучшим инспектором сезона.
В 1988—1990 годах работал начальником команды «Жетысу», позднее — администратором и спортивным директором. Также занимал должность руководителя Федерации футбола г. Талдыкоргана. Работал детским тренером, среди его воспитанников — игрок «Кайрата» Лев Кургин.